# Titularbistum Castra Galbae
Castra Galbae (ital.: Castra di Galba) ist ein Titularbistum der römisch-katholischen Kirche.
Die in Nordafrika gelegene Stadt war ein alter römischer Bischofssitz, der im 7. Jahrhundert mit der islamischen Expansion unterging. Dieser lag in der römischen Provinz Numidien.
| Titularbischöfe von Castra Galbae |                            |                                                                                      |                 |                   |
| Nr.                               | Name                       | Amt                                                                                  | von             | bis               |
| 1                                 | Paul Robert                | emeritierter Bischof von Les Gonaïves (Haiti)                                        | 18. August 1966 | 1994              |
| 2                                 | László Bíró                | Weihbischof in Kalocsa-Kecskemét (Ungarn)                                            | 18. April 1994  | 20. November 2008 |
| 3                                 | Swjatoslaw Schewtschuk     | Weihbischof in der Eparchie Santa María del Patrocinio en Buenos Aires (Argentinien) | 14. Januar 2009 | 25. März 2011     |
| 4                                 | Edgar Aristizábal Quintero | Weihbischof in Medellín (Kolumbien)                                                  | 4. Mai 2011     | 4. Mai 2017       |
| 5                                 | Josef Nuzík                | Weihbischof in Olmütz (Tschechien)                                                   | 5. Juli 2017    | 9. Februar 2024   |
| 6                                 | Joseph Susainathan         | Weihbischof in Bangalore (Indien)                                                    | 13. Juli 2024   |                   |